# Familjen Stefan Perssons professur i företagsekonomi

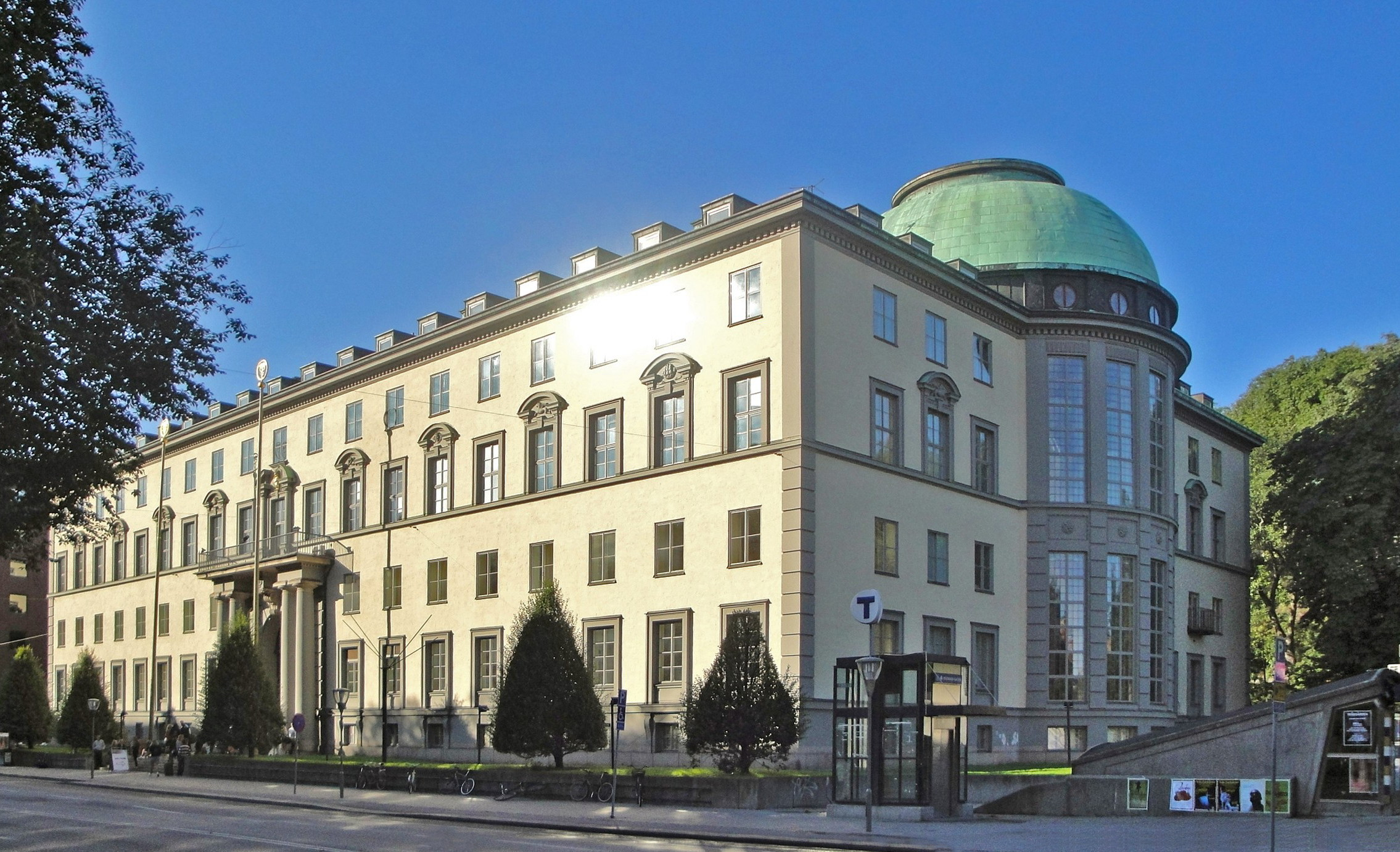
Familjen Stefan Perssons professur i företagsekonomi är en donationsprofessur vid Handelshögskolan i Stockholm

Familjen Stefan Perssons professur i företagsekonomi  med särskild inriktning mot entreprenörskap och affärsskapande är en donationsprofessur vid Handelshögskolan i Stockholm. Professuren inrättades år 2001 genom en donation från Familjen Erling-Perssons stiftelse under ledning av ordförande Stefan Persson (VD i Hennes & Mauritz 1982–1997 och styrelseordförande 1998-). Nuvarande innehavare är professor Carin Holmquist. vid Handelshögskolan i Stockholm.

## Innehavare
1. Carin Holmquist[5][6] 2001-